# Gà tây Narragansett
Gà tây Narragansett là giống thuộc Meleagris gallopavo, có nguồn gốc từ cây lai giữa gà tây hoang dã đông (Meleagris gallopavo silvestris) và gà tây nhà. Theo American Breedestock Breeds Conservancy, gà tây Narragansett là một loại gà tây có "lịch sử đa dạng, độc đáo với Bắc Mỹ" và được đặt tên theo Vịnh Narragansett.

## Đặc điểm
Loài này được đánh giá cao vì tính khí tuyệt vời của nó kết hợp một khuynh hướng bình tĩnh với bản năng làm mẹ tốt. Gà giống này trưởng thành sớm, đóng vai trò những cá thể gà tây sản xuất trứng tốt, có thịt chất lượng tuyệt vời, và "khi được giữ ở tự do, [nó] không đi quá xa nhà". Cải thiện qua nhiều thế hệ thông qua nhân giống chọn lọc, gà tây Narragansett thuộc giống đực có trọng lượng trong khoảng 22–28 pound và gà mái nặng 12-16 pound. Chúng có thể chạy nhanh, bay tốt và thích ngủ qua đêm trên cây.

## Lịch sử
Trong khi không bao giờ phổ biến như gà tây đồng, giống chó này vẫn được đánh giá cao cho nông nghiệp thương mại trên khắp Hoa Kỳ. Theo một vài dòng ghi chú từ đầu những năm 1870, đàn gà tây lên đến hai trăm con vào thời kỳ này khá phổ biến. Loài gà tây Narragansett đã thành công trong việc tìm kiếm thức ăn là dế, châu chấu và côn trùng khác, và có thể được duy trì bằng thức ăn bổ sung ít.